# Dalton City (Comic)
Dalton City (auch Dicke Luft in Dalton City) ist ein Album der Comicserie Lucky Luke. Es wurde von Morris gezeichnet und von René Goscinny getextet und erschien erstmals 1968.

## Handlung
Die Daltons sind fasziniert von der texanischen Geisterstadt Fenton Town, einem ehemaligen Anziehungspunkt für Desperados aus dem ganzen Umland. Als Anführer Joe unerwartet aus dem Gefängnis entlassen wird, befreit er umgehend seine Brüder um aus der verlassenen Stadt nun Dalton City zu machen. Lucky Luke, der den Gangstern schnell auf die Schliche kommt, wird ertappt und muss nun als Versuchskaninchen für die neuen Gastronomen herhalten. Joe möchte die Barsängerin Lulu heiraten und lädt dazu alle möglichen Desperados ein. Bei dem anvisierten Heiratstermin verkündet Lulu, dass sie schon verheiratet sei, kurz darauf will Lucky Luke alle versammelten Desperados verhaften. Zu seinen Gunsten erscheint rechtzeitig die Kavallerie und die versammelte Mannschaft zieht ins Gefängnis.

## Veröffentlichung
Die Geschichte wurde erstmals 1968 im Magazin Pilote und 1969 bei Le Lombard als Album veröffentlicht.
1972 erschien sie auf Deutsch in der Reihe Zack Comic Box und 1983 kam das Album bei Ehapa heraus (Band 36).
Die Geschichte wurde 1984 für die Lucky-Luke-Zeichentrickserie verfilmt.